# Nuno da Silva
Nuno Filipe da Silva (sinh ngày 14 tháng 3 năm 1994 ở Zürich) là một cầu thủ bóng đá người Thụy Sĩ-Bồ Đào Nha thi đấu cho FC Thun, ở vị trí tiền đạo.

## Sự nghiệp bóng đá
Vào ngày 23 tháng 7 năm 2017, da Silva có màn ra mắt cho FC Thun trong trận đấu tại Giải bóng đá vô địch quốc gia Thụy Sĩ 2016–17 trước FC Sion.